# 所羅門食鳥蛛
所羅門食鳥蛛（學名：Lasiodora parahybana），又名巴西所羅門食鳥蛛、巴西粉紅食鳥蛛或巴西鮭魚色食鳥蛛，由於身上帶有鮭魚色的毛，英文中的鮭魚色（salmon)讀音跟所羅門（Solomon）相似，所以被稱為巴西所羅門食鳥蛛，是現今一種很受歡迎飼養的一種蜘蛛。它們源自於巴西東北部，腳展開一般達20厘米。雌蛛可以重達100克。它們是世界上最大的蜘蛛之一，曾是第三大的捕鳥蜘蛛。
所羅門食鳥蛛最初是由Cândido Firmino de Mello-Leitão於1917年在大坎皮納（Campina Grande）發現，是當地的特有種。
所羅門食鳥蛛並不適合初學者飼養。它們行動快捷，體型很大，當受到騷擾時就會豎起螫毛。雖然它們很少會咬人，但其獠牙可以造成很嚴重的傷害。

## 飼料
所羅門食鳥蛛可以飼養在飼養箱中，大小只要有其腳展的3倍就可以，但高度不可太高，因為它們身體很重，掉下時很易死亡。它們喜歡潮濕的環境，尤其是65-80%的相對濕度。不過太高濕度的泥土會引起蜘蛛反感，當蜘蛛對環境感到反感時會出現掛在牆上的行為，而太濕又容易會發黴，故通風和濕度控制非常緊要。
所羅門食鳥蛛的飼養箱中須有深基質（一般都會用泥炭蘚或蛭石）及水碟。在基質中的等足目會吃掉黴。氣溫須保持在約25℃。它們需要大量的食物，吃蟋蟀、麥皮蟲和杜比亞蟑螂等。它們很少結網及躲藏。

## 外部連結
- Caring for a Brazilian Salmon Pink